# Stanisław Kelles-Krauz
Stanisław Maciej Kelles-Krauz, ps. „Kazimierczyk”, „Stach Kazimierczyk”, „S.K.” (ur. 24 lutego 1883 w Radomiu, zm. 24 stycznia 1965 w Warszawie) – polski lekarz, działacz socjalistyczny i niepodległościowy, senator RP II kadencji (1928–1930), ambasador Polski w Danii (1946–1954), działacz Polskiego Czerwonego Krzyża.

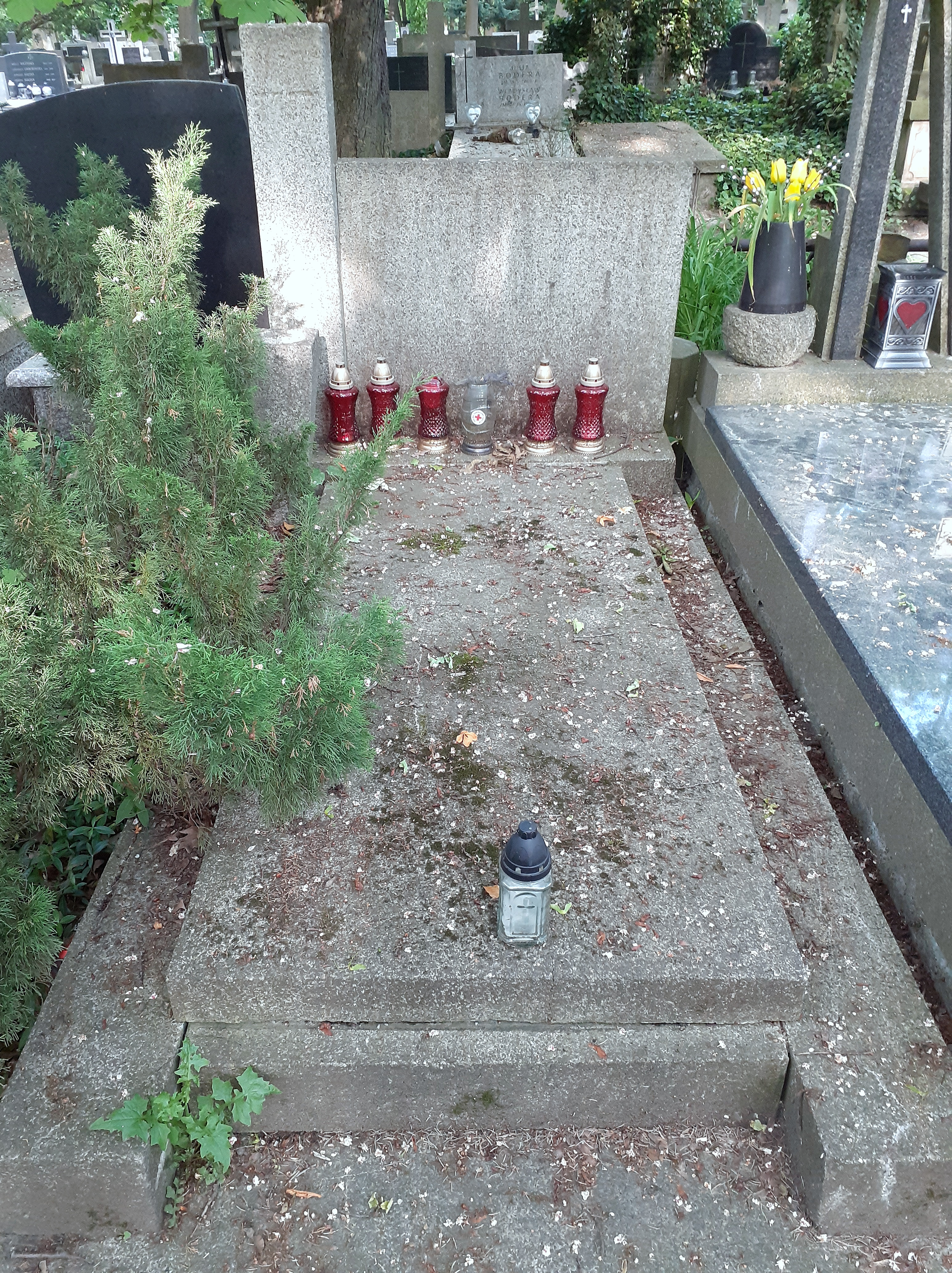
Grobowiec Marii i Stanisława Kelles-Krauzów

## Życiorys
W latach 1893–1901 uczył się w gimnazjum w Radomiu, należąc do kierownictwa socjalistycznych kółek samokształceniowych (1893–1900). Za swoją działalność relegowany ze szkoły. Maturę uzyskał jako ekstern w gimnazjum w Szawlach w gub. wileńskiej, z jednoczesnym z zakazem studiowania na terenie cesarstwa rosyjskiego. Dzięki pomocy brata Kazimierza w latach 1902–1905 studiował medycynę na Uniwersytecie Wiedeńskim, a po jego śmierci na Uniwersytecie Jagiellońskim. W 1909 uzyskał doktorat z medycyny. Podczas studiów najpierw działał w stow. robotników polskich „Siła” w Wiedniu, a od 1903 w Uniwersytecie Ludowym im. Adama Mickiewicza, którego był sekretarzem i wykładowcą zarówno w Wiedniu, jak i potem w Krakowie. Współzałożyciel Muzeum Społecznego w Wiedniu, oraz członek sekcji wiedeńskiej i krakowskiej „Zjednoczenia”. Od 1904 członek Organizacji Zagranicznej Polskiej Partii Socjalistycznej. Od 1905 publikował artykuły dot. problemów światopoglądowych, ubezpieczeń społecznych oraz higieny w prasie socjalistycznej i postępowej m.in. w „Naprzodzie”, „Nowym Życiu”, „Przeglądzie Społecznym”, „Społeczeństwie”, „Wiedzy”, „Nauce i Życiu”. Współpracował także z pismami dla dzieci i młodzieży, m.in. z „Moim pisemkiem” i „Promykiem”. Był także autorem broszur (zob. niżej).
W l. 1909–1910 pracował jako asystent w Zakładzie Przyrodniczo-Leczniczym Apolinarego Tarnawskiego w Kosowie Huculskim. Odbył także praktykę w klinice pediatrycznej prof. Victora Henriego Hutinela w Paryżu. Po nostryfikacji dyplomu jesienią 1910 w Kazaniu powrócił wraz z żoną do Radomia, gdzie osiedlili się na stałe. Od tego momentu prowadził praktykę lekarską jako lekarz chorób wewnętrznych i dziecięcych w Radomiu, a od 1913 także w Solcu Zdroju. Działał także na niwie społecznej. Współzałożyciel w 1912 a następnie prezes radomskiego oddziału Towarzystwa Kultury Polskiej oraz Tow. Muzykalno-dramatycznego „Lutnia”. Po wybuchu I wojny światowej zmobilizowany jako lekarz do armii rosyjskiej. Wraz ze swoim macierzystym pułkiem znalazł się pod koniec sierpnia 1914 r. w Komarowie, gdzie doszło do starcia pomiędzy 4. Armią austro-węgierską a 5. Armią rosyjską. Stanisław Kelles-Krauz brał udział w bitwach pod Tarnawatką i Komarowem, gdzie dostał się do niewoli Przewieziony został do obozu dla jeńców wojennych w Ostrzyhomiu na Węgrzech, gdzie pracował w szpitalu epidemicznym do 15 września 1915. Po przejściu tyfusu prowadził oddział zakaźny w obozie. Zwolniony dzięki staraniom żony wspartych przez agendy NKN na Węgrzech. Po powrocie w latach 1915–1919 lekarz miejski i ordynator oddziału zakaźnego szpitala św. Kazimierza w Radomiu. Wznowił także działalność w PPS, gdzie był członkiem Okręgowego Komitetu Robotniczego w Radomiu (1916–1918). Był jednym z czołowych działaczy lewicy niepodległościowej na tym terenie. Członek kierownictw Wydziału Narodowego Radomskiego (1915–1917), a następnie Unii Stronnictw Niepodległościowych i Komisji Porozumiewawczej Stronnictw Niepodległościowych w Radomiu (1917–1918). Był członkiem Polskiej Organizacji Wojskowej i lekarzem radomskiego okręgu tej organizacji. Uczestniczył także w pracach Pomocniczych Komitetów Wojskowych i Towarzystwa „Piechur” w Radomiu (1917). Współpracownik radomskiego tygodnika „Unia” (1917–1918). 31 X 1918 stanął z ramienia PPS na czele tzw. Komitetu Pięciu który 2 listopada 1918 przejął władzę z rąk Austriaków w Radomiu i powiecie. Następnie był członkiem rady doradczej przy komisarzu rządu Ignacego Daszyńskiego w Lublinie, a następnie Jędrzeja Moraczewskiego w Warszawie – Aleksym Rżewskim.
Po odzyskaniu niepodległości ochotniczo służył w Wojsku Polskim jako kpt., a potem mjr lekarz (1919–21). Był najpierw ordynatorem szpitala wojskowego w Radomiu (11 kwietnia 1919 – 16 maja 1920), potem starszym lekarzem Centralnego Obozu Podoficerskiego Szkół Artylerii (16 maj – 20 października 1920), został ponownie ordynatorem szpitala wojskowego w Radomiu (21–30 października 1920) i ostatecznie naczelnym lekarzem 72 pp. (1 listopada 1920 – 7 stycznia 1921). Zdemobilizowany na własną prośbę po powrocie do Radomia prowadził praktykę lekarską. Po powstaniu z jego inicjatywy Kasy Chorych w Radomiu (1923) był jej lekarzem naczelnym (1923–27), a następnie obwodowym Kasy Chorych i Ubezpieczalni Społecznej w Radomiu (1930–39). W okresie międzywojennym jeden z przywódców Polskiej Partii Socjalistycznej w Radomiu. Delegat na XV Kongres PPS (8–10 XII 1918) i gość XVIII Kongresu PPS (VII 1921). W 1922 redagował pismo PPS „Radomianin” i bez powodzenia kandydował do Sejmu. Przewodniczący OKR PPS w Radomiu (1923–27). Członek Centralnego Sądu Partyjnego PPS (1926–34). Inicjator powołania Tow. Robotniczo-Oświatowego „Światło” w 1924 przekształconego w radomskie Towarzystwo Uniwersytetu Robotniczego, którego następnie był wieloletnim prezesem. Przewodniczył I Zjazdowi TUR w Warszawie (1924). Współpracował z Organizacją Młodzieżową TUR, Czerwonym Harcerstwem, był inicjatorem założenia RKS „Naprzód” potem RKS TUR w Radomiu. Radny miasta Radomia (1919–1939), W Radzie miejskiej był przewodniczącym (28 V 1927 – 1 X 1930), prezesem Komisji Rewizyjnej (1930–1939) i szefem frakcji PPS (1930–1939). Po przewrocie majowym rzecznik jedności PPS. W l. 1928–1930 senator RP z województwa kieleckiego, wybrany z okręgu wyborczego nr 19 (Radom). W Senacie interesował się gł. opieką społeczną i zdrowotnością, m.in. domagał się przywrócenia Ministerstwa Zdrowia.
We wrześniu 1939 zmobilizowany jako major-lekarz, organizował szpitale wojskowe w okolicach Zamościa i Łucka. Po klęsce wrześniowej powrócił do Radomia, gdzie został jako zakładnik aresztowany 10 listopada 1939, a następnie zwolniony. Ponownie aresztowany 16 czerwca 1940 i wywieziony 17 lipca 1940 do obozu koncentracyjnego w Sachsenhausen (nr obozowy 27836). Przez władze obozowe został wyznaczony jako lekarz sanitarny do walki z epidemią tyfusu plamistego, dzięki swemu stanowisku przyszedł z pomocą wielu współwięźniom. W obozie był więziony do 22 kwietnia 1945, tj. wyzwolenia obozu przez 2 Warszawską Dywizję Piechoty im. Henryka Dąbrowskiego Ludowego Wojska Polskiego. Po wyzwoleniu obozu pracował w szpitalu wojskowym w Lubece, gdzie jako specjalista do walki z epidemią tyfusu plamistego uratował życie wielu byłym więźniom.
Do Radomia powrócił 10 listopada 1945 i podjął pracę jako lekarz w Ubezpieczalni Społecznej. Prowadził wykłady w nowo powstałym tamtejszym Instytucie Naukowo-Społecznym. Podjął też działalność w miejscowej PPS. W latach 1946–1954 był ministrem pełnomocnym i posłem nadzwyczajnym RP w Kopenhadze (marzec 1946 – luty 1954). Podczas pracy za granicą został dokooptowany do Rady Naczelnej PPS i w tym charakterze wziął udział w kongresie na którym powołano Polską Zjednoczoną Partię Robotniczą (1948). Po powrocie do kraju w 1954 wraz z żoną osiedli w Warszawie. W l. 1954–1958 pracował jako wiceprezes Zarządu Głównego Polskiego Czerwonego Krzyża, a następnie był w latach 1958–1965 wiceprezesem Polskiego Komitetu Opieki Społecznej. Członek Rady Naczelnej ZBoWiD.
Pochowany wraz z żoną w grobowcu rodzinnym na cmentarzu Powązkowskim (kwatera 308-2-4). Na grobie znajduje się napis – „Był dobry i uczył dobroci dla wszystkich”..

## Prace Stanisława Kelles-Krauza
Pozostawił ponad 100 artykułów i broszurek, głównie z dziedziny walki o zdrowie społeczne i higienę, m.in.:

### Artykuły
- Z higieny przemysłowej, „Kur. Sosnowiecki” 1904 nr l, 6, 10, 16, 18, 24, 26, 1905 nr 23, oraz „Glos” 1905 nr 9, 23,
- Zadanie higieny społecznej „Nowe Życie” 1905 nr 6,
- Co to jest higiena społeczna, „Wiedza” 1908 t. l nr 19,
- Dzisiejszy stan lecznictwa gruźlicy, „Nauka i Życie” 1910 nr 162,
- Znaczenie i zadania polityki socjalnej, „Wiedza” 1910 t. l s. 498,

### Broszury
- Walka o zdrowie, Kraków 1905
- O pochodzeniu człowieka wg W. Bölschego, Kraków 1906 oraz Warszawa 1907,

### Wspomnienia
- Rok pracy w szpitalu wojskowym, „Lekarz wojskowy” R. 1, nr 28 z 1920
- Socjaliści w samorządzie Radomia, „Pobudka” 1927 nr 21.
- Pięć lat w piekle obozu koncentracyjnego, „Życie Robotnicze” 1945 nr 15 i n.
- Wspomnienia lekarza z obozu koncentracyjnego w Sachsenhausen, „Przegląd Lekarski” 1963 nr 1 a

## Rodzina
Pochodził z rodziny szlacheckiej z Kurlandii mającej tytuł baronowski. Był synem powstańca styczniowego i urzędnika akcyzy Michała Wilhelma Eleharda (1842–1922) i Matyldy z Daniewskich (1844–1887) siostrzenicy Piotra Wysockiego. Miał trzech starszych braci: działacza i teoretyka PPS Kazimierza (1872–1905), Jana Jakuba (1873–1940) i Bohdana (1875–1893) oraz siostrę Matyldę (1876–1958), żonę Wiktora Młodzianowskiego (1876–1935). Miał także troje przyrodniego rodzeństwa z drugiego małżeństwa swego ojca z Julią z Goldsteinów (1869–1947): Mariusza Eleharda (ur. 1894), Sylwię (1895–1975) żonę najpierw Alojzego Jarzyńskiego, a potem Stanisława Dworzaka, oraz Bohdana (ur. 1901). 1 października 1904 ożenił się z działaczką PPS Marią Heleną z Nynkowskich (1882–1969). Mieli dwie córki: Zofię (1905–1962) żonę urzędnika Edmunda Ropelewskiego (1890–1955) i Hannę (1906–1969), najpierw żonę adwokata Edmunda Biedrzyckiego, a następnie działacza niepodległościowego i architekta Stanisława Filipkowskiego (1886–1964). Obie córki są pochowane w grobowcu rodzinnym na Powązkach.

## Ordery i odznaczenia
- Order Sztandaru Pracy I klasy (1962)
- Krzyż Komandorski Orderu Odrodzenia Polski (22 lipca 1951)[14]
- Krzyż Oficerski Orderu Odrodzenia Polski (19 lipca 1946)[15]
- Złoty Krzyż Zasługi (1938)
- Medal Zwycięstwa i Wolności 1945 (1946)
- Medal 10-lecia Polski Ludowej (15 stycznia 1955)[16]
- Odznaka honorowa „Za wzorową pracę w służbie zdrowia” (20–26 maja 1956)[17]

Posiadał także odznaki honorowe duńskiego, radzieckiego, rumuńskiego, szwedzkiego i węgierskiego Czerwonego Krzyża, dyplom Węgierskiego Czerwonego Krzyża za Walkę z Epidemiami.